# Fédéralisme en Birmanie
Le fédéralisme en Birmanie est proposé comme solution potentielle au conflit birman.

## Histoire
Les nombreux groupes ethniques de Birmanie (en) sont en conflit depuis l'indépendance du pays en 1948. L'accord de Panglong de 1947 définit une forme précoce de fédéralisme. Au XXIe siècle, d'autres dirigeants birmans, comme Aung San Suu Kyi, soutiennent également le développement d'un système fédéral,. En 2024, un comité formé de 12 partis politiques publie une constitution et forme le Comité des représentants du peuple pour le fédéralisme, proposant un système fédéral à la Birmanie pour une période d'après-guerre civile.